# Gare de Buizingen
Cet article possède un paronyme, voir Gare de Huizingen.
La gare de Buizingen (en néerlandais : station Buizingen) est une gare ferroviaire belge de la ligne 96, de Bruxelles-Midi à Quévy (frontière), située à Buizingen, section de la ville de Hal dans la province du Brabant flamand en Région flamande.
Elle est mise en service en 1865 par l'administration des chemins de fer de l'État belge. 
C'est une halte voyageurs de la Société nationale des chemins de fer belges (SNCB), desservie par des trains Suburbains (S2).

## Situation ferroviaire
Établie à 28 mètres d'altitude, la gare de Buizingen est située au point kilométrique (PK) 10,858 de la ligne 96, de Bruxelles-Midi à Quévy (frontière), entre les gares de Lot et de Hal. 
L'arrêt dispose de deux quais qui permettent la desserte par les deux voies de la ligne 96 et la voie unique du tronçon 96E de Lot à Hal. Il est traversé par les deux voies rapides du tronçon 96N de Bruxelles-Midi à Hal.

## Historique

### Histoire
La station de Buysinghen est mise en service le 1er août 1865 par l'administration des chemins de fer de l'État belge.

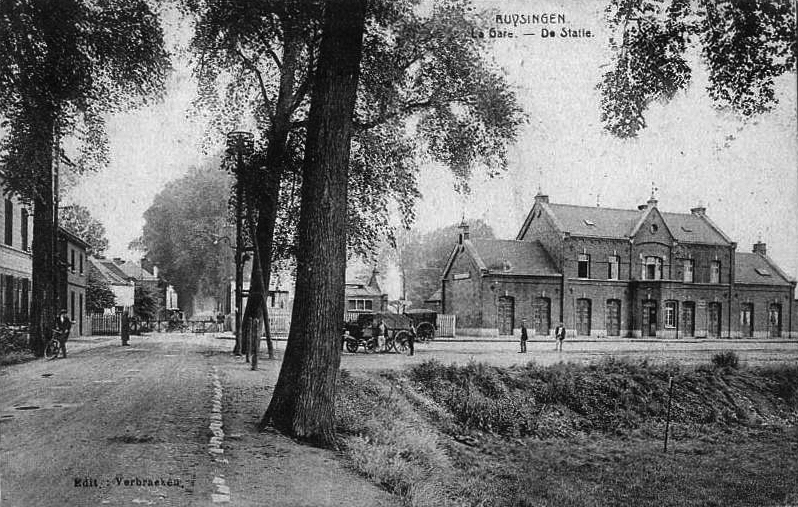
La gare vers 1900.

Peu après, la gare est dotée d'un bâtiment des recettes, au bord d'un passage à niveau, désormais disparu. L'adjudication de ce bâtiment aurait été passée en 1880 (avis du 20 décembre 1879).
Le 23 mai 1993, la gare perd son guichet, la vente des titres de transport est supprimée.
La même année, dans le cadre des travaux de la ligne à grande vitesse 1 reliant Bruxelles à la frontière française, la ligne 96 est mise à quatre voies et toutes les gares entre Forest et Lembeek sont démolies.
À la place est érigé un arrêt à cinq voies : deux voies rapides dépourvues de quai et empruntées par les InterCity, Thalys , TGV et Eurostar et trois voies à quai. La troisième voie, directement connectée aux voies de garages près de la gare de Hal n'est normalement pas utilisée par les trains qui marquent l'arrêt à Buizingen.
Le 15 février 2010 la collision de deux trains de voyageurs entre les gares de Buizingen et de Hal fait 19 morts et 170 blessés.

### Bâtiment de la gare
Dans les années 1860-1870, la gare reçoit un bâtiment voyageurs de la famille des gares standard à pignons à redents. Il sera démoli en 1993.
Cette gare standard à pignons à redents tardive possède, comme celle de Quaregnon et de Haren-Nord, une forme particulière avec un corps central à deux étages de cinq travées sous toiture en bâtière encadré par deux ailes à un étage de deux travées sous bâtière.
Contrairement aux gares standards plus anciennes, elle ne possède plus de pignons à redents et le pignon transversal situé au centre surplombe une grande baie en trois parties (au deuxième étage) et un porche faisant saillie côté rue.

### Nom de la gare
L'écriture du nom de la gare évolue au fil des années, on trouve notamment : « Buysinghen » lors de la mise en service en 1865 ; en 1886, « Buysingen » est indiqué comme étant « Buysinghen » ; le 1er février 1938, « Buysinghen » devient « Buizingen ».

## Service des voyageurs

### Accueil
Halte SNCB, c'est un point d'arrêt non géré (PANG) à accès libre. L'achat de titres de transport s'effectue via un distributeur automatique.
Un souterrain permet la traversée des voies et le passage d'un quai à l'autre.

### Desserte
Buizingen est desservie est desservie par des trains Suburbains (S2) sur la relation Louvain - Braine-le-Comte.
Les jours ouvrables et le samedi, la fréquence est de deux trains S2 par heure dans chaque sens, contre un seul le dimanche.

### Intermodalité
Un parc pour les vélos et un parking pour les véhicules y sont aménagés. A 100 mètres se trouve l'arrêt Buizingen Van Ham desservi par le bus 810 de la compagnie De Lijn.

## Comptage voyageurs
Ce graphique et tableau montre le nombre de voyageurs embarquant en moyenne durant la semaine, le samedi et le dimanche.
| Nombre de passagers qui embarquent à la gare de Buizingen | Nombre de passagers qui embarquent à la gare de Buizingen | Nombre de passagers qui embarquent à la gare de Buizingen | Nombre de passagers qui embarquent à la gare de Buizingen |
|                                                           | Semaine                                                   | Samedi                                                    | Dimanche                                                  |
| --------------------------------------------------------- | --------------------------------------------------------- | --------------------------------------------------------- | --------------------------------------------------------- |
| 1977                                                      | 655                                                       | 143                                                       | 130                                                       |
| 1978                                                      | 585                                                       | 122                                                       | 140                                                       |
| 1979                                                      | 569                                                       | 157                                                       | 110                                                       |
| 1980                                                      | 507                                                       | 134                                                       | 111                                                       |
| 1981                                                      | 428                                                       | 108                                                       | 117                                                       |
| 1982                                                      | 494                                                       | 95                                                        | 103                                                       |
| 1983                                                      | 391                                                       | 87                                                        | 74                                                        |
| 1984                                                      | 362                                                       | 59                                                        | 60                                                        |
| 1985                                                      | 356                                                       | 89                                                        | 58                                                        |
| 1986                                                      | 373                                                       | 56                                                        | 45                                                        |
| 1987                                                      | 331                                                       | 58                                                        | 90                                                        |
| 1988                                                      | 334                                                       | 46                                                        | 60                                                        |
| 1989                                                      | 338                                                       | 60                                                        | 45                                                        |
| 1990                                                      | 346                                                       | 59                                                        | 54                                                        |
| 1991                                                      | 374                                                       | 61                                                        | 43                                                        |
| 1992                                                      | 285                                                       | 53                                                        | 41                                                        |
| 1993                                                      | 241                                                       | 59                                                        | 33                                                        |
| 1994                                                      | 161                                                       | 61                                                        | 39                                                        |
| 1995                                                      | 119                                                       | 26                                                        | 78                                                        |
| 1996                                                      | 143                                                       | 29                                                        | 25                                                        |
| 1997                                                      | 150                                                       | 39                                                        | 32                                                        |
| 1998                                                      | 189                                                       | 48                                                        | 38                                                        |
| 1999                                                      | 174                                                       | 70                                                        | 44                                                        |
| 2000                                                      | 194                                                       | 88                                                        | 52                                                        |
| 2001                                                      | 209                                                       | 60                                                        | 28                                                        |
| 2002                                                      | 191                                                       | 69                                                        | 44                                                        |
| 2003                                                      | 172                                                       | 69                                                        | 42                                                        |
| 2004                                                      | 184                                                       | 52                                                        | 41                                                        |
| 2005                                                      | 220                                                       | 52                                                        | 72                                                        |
| 2006                                                      | 179                                                       | 76                                                        | 57                                                        |
| 2007                                                      | 238                                                       | 74                                                        | 66                                                        |
| 2008                                                      | -                                                         | -                                                         | -                                                         |
| 2009                                                      | 265                                                       | 43                                                        | 51                                                        |
| 2010                                                      | -                                                         | -                                                         | -                                                         |
| 2011                                                      | -                                                         | -                                                         | -                                                         |
| 2012                                                      | 343                                                       | 112                                                       | 77                                                        |
| 2013                                                      | 319                                                       | 103                                                       | 81                                                        |
| 2014                                                      | 376                                                       | 90                                                        | 60                                                        |
| 2015                                                      | 407                                                       | 68                                                        | 82                                                        |
| 2016                                                      | 402                                                       | 87                                                        | 79                                                        |
| 2017                                                      | 425                                                       | 84                                                        | 61                                                        |
| 2018                                                      | 457                                                       | 79                                                        | 66                                                        |
| 2019                                                      | 514                                                       | 175                                                       | 114                                                       |
| 2020                                                      | 360                                                       | 126                                                       | 72                                                        |
| 2021                                                      | -                                                         | -                                                         | -                                                         |
| 2022                                                      | 524                                                       | 212                                                       | 123                                                       |
| 2023                                                      | 694                                                       | 242                                                       | 124                                                       |
| 2024                                                      | 740                                                       | 304                                                       | 192                                                       |